# Žernovník
Žernovník je obec v okrese Blansko v Jihomoravském kraji. Žije zde 270 obyvatel.

## Historie
První písemná zmínka o vesnici pochází z roku 1351, kdy byla v majetku vladyků z Jenče. Od roku 1375 už obec byla v držení pánů z Boskovic, kde se připomíná ještě roku 1549. Své jméno obec získala podle označení žernov, tj. mlýnský kámen, který se zde vyráběl.

## Obyvatelstvo
Počátkem 17. století bylo v obci 9 domů. V roce 1846 šlo o 32 domů a 204 obyvatel. Roku 1900 v obci žilo 224 obyvatel.
| Rok            | 1869 | 1880 | 1890 | 1900 | 1910 | 1921 | 1930 | 1950 | 1961 | 1970 | 1980 | 1991 | 2001 | 2011 | 2021 |
| -------------- | ---- | ---- | ---- | ---- | ---- | ---- | ---- | ---- | ---- | ---- | ---- | ---- | ---- | ---- | ---- |
| Počet obyvatel | 227  | 249  | 218  | 224  | 266  | 283  | 272  | 217  | 240  | 227  | 211  | 203  | 192  | 223  | 257  |
| Počet domů     | 34   | 37   | 36   | 37   | 39   | 40   | 44   | 53   | 55   | 59   | 60   | 73   | 75   | 80   | 99   |

## Obecní správa

### Obecní symboly
Znak a vlajka byly obci uděleny rozhodnutím předsedy Poslanecké sněmovny Parlamentu České republiky dne 22. ledna 2001.

## Pamětihodnosti
- Kaple sv. Vavřince

## Galerie

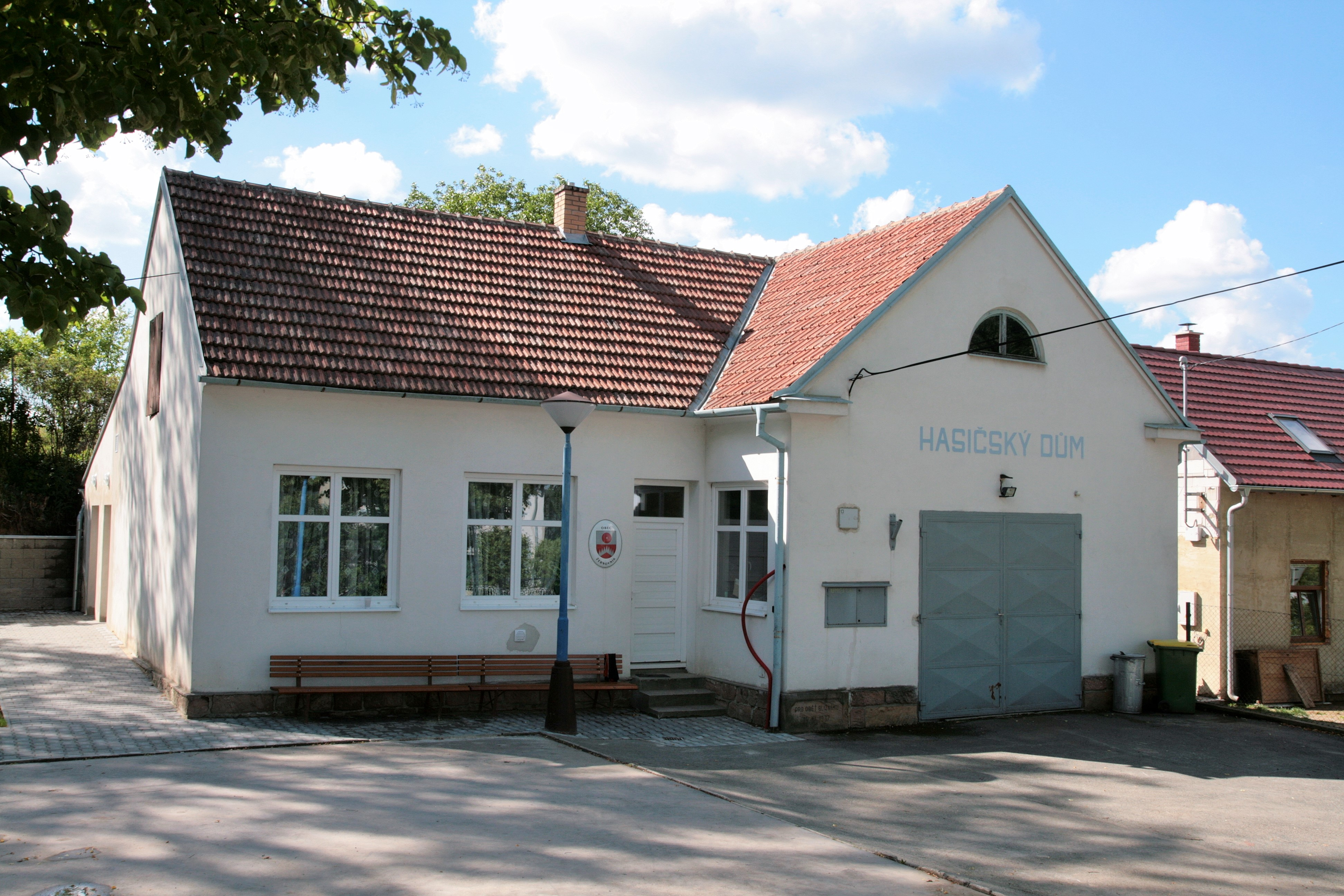
Hasičský dům
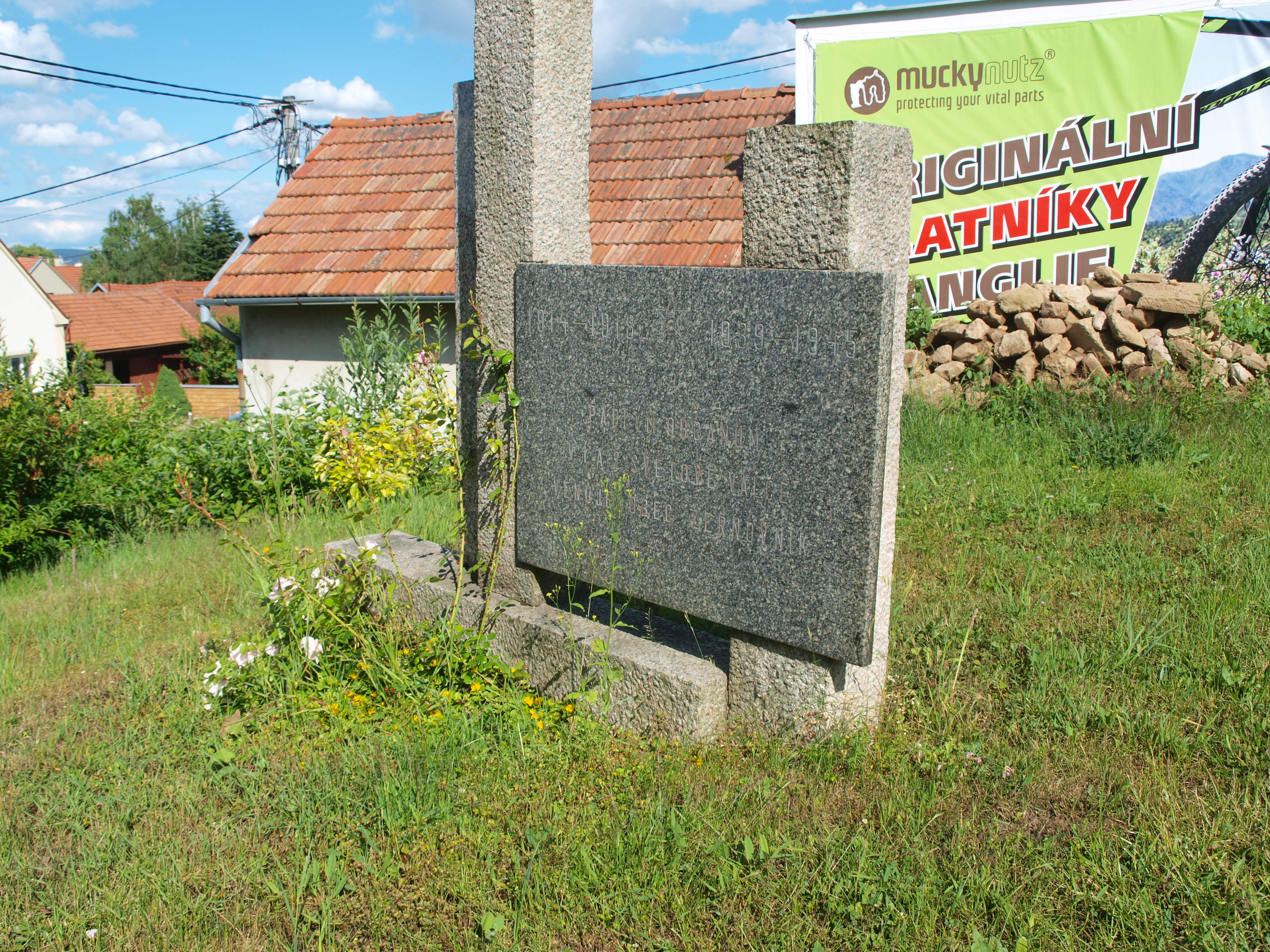
Památník obětem obou světových válek
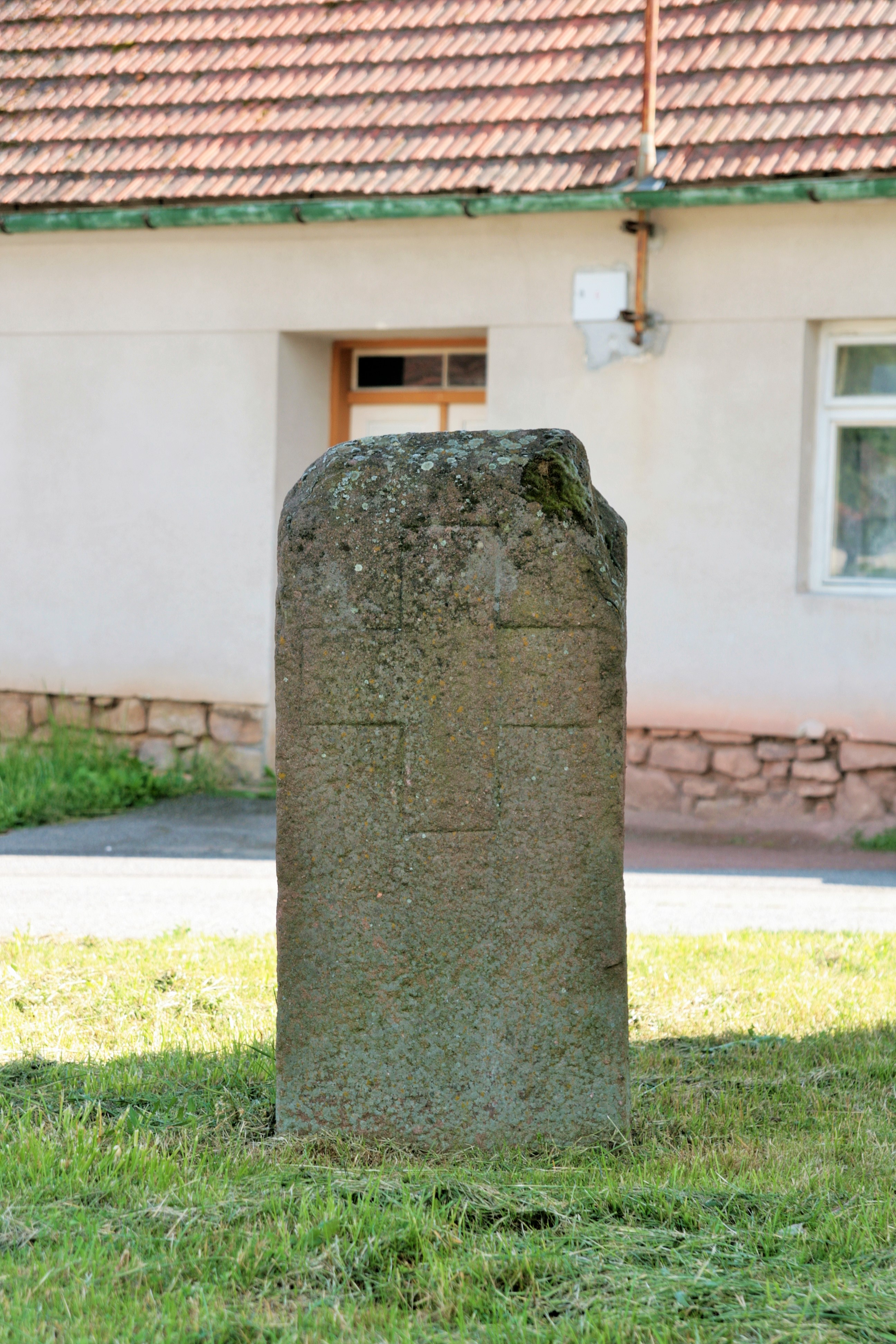
Křížový kámen na návsi
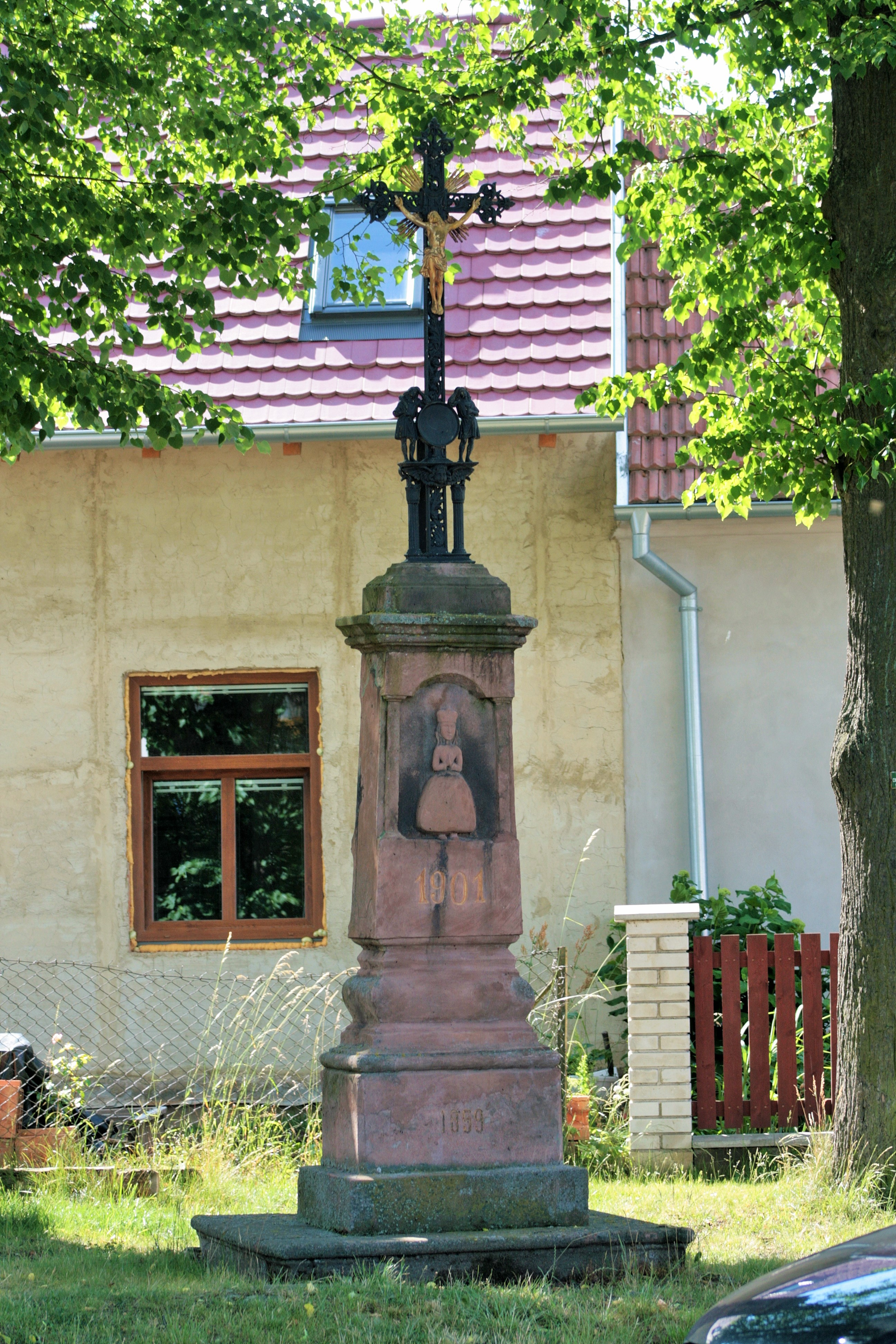
Kříž u hasičského domu
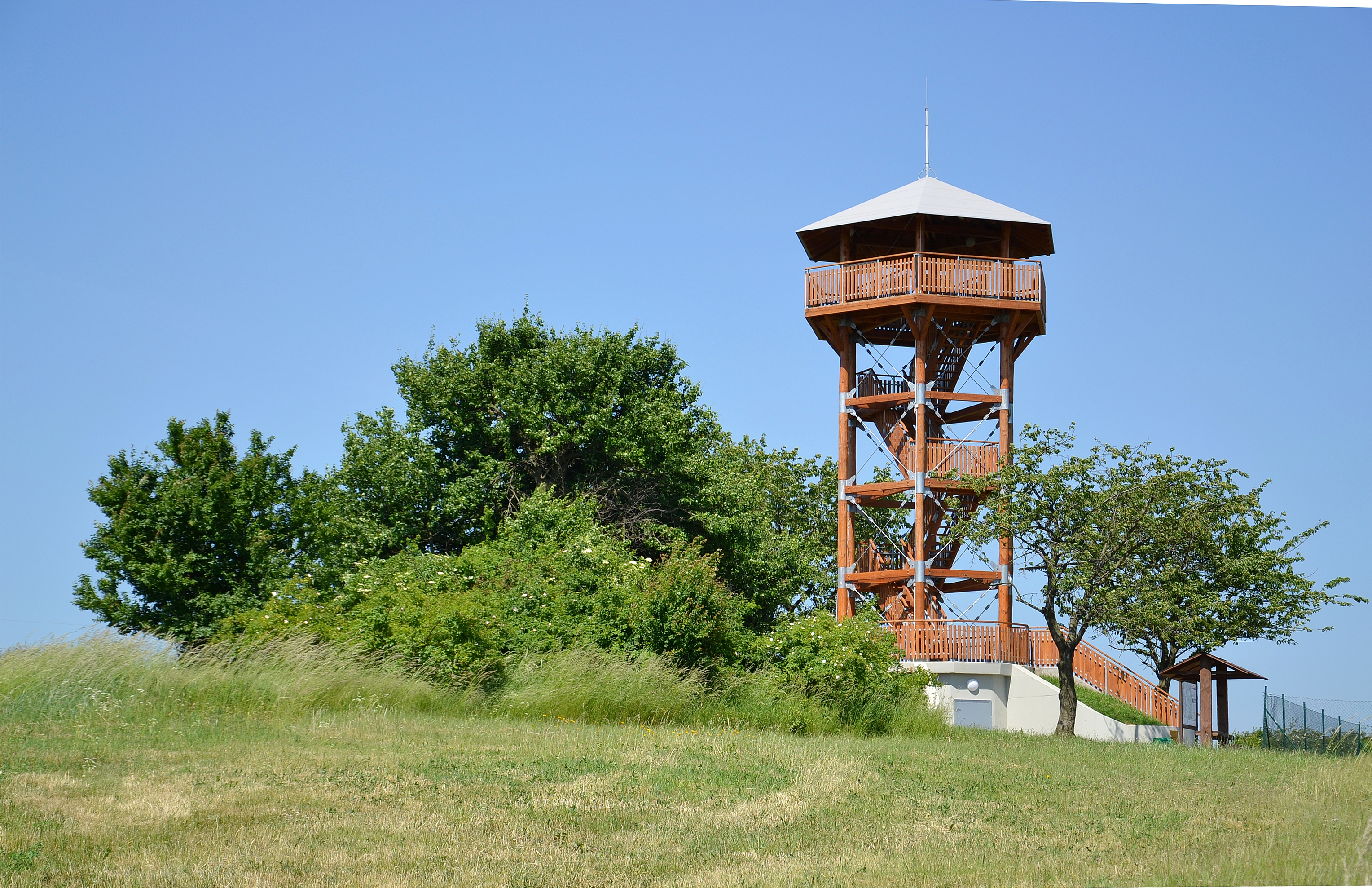
Rozhledna nad Žernovníkem